# Indulf di Scozia
Idulb Mac Causantín, o in inglese Indulf MacCausantin (... – 962), è stato re di Scozia dal 954 al 962.

## Biografia

### Infanzia
Figlio di Costantino. "Indulf" è un vecchio nome irlandese, che deriva dall'antico Norvegese Hildulfr o dal vecchio inglese Eadwulf, il nome è stato storpiato dall'influenza francese.

### Regno
Si pensa che Indulf fosse il re di Strathclyde, molto probabilmente perché è durante questi anni il regno di Indulf si unì con il regno di Alba. Le cronache dei re di Alba recitano:
(dalle Cronache dei re di Alba)
Eden starebbe a significare l'attuale Edimburgo, che è stata abbandonata agli scozzesi. Sarebbe in questo periodo che Lothian, o una gran parte di esso sarebbe passata in mano agli scozzesi. Tuttavia la conquista del regno di Lothian sarebbe un passaggio piuttosto lento, piuttosto che una conquista.

### Morte
La morte di Idulb è segnalata nelle cronache scozzese: la sua morte avvenne mentre combatteva contro i vichinghi vicino a Cullen. La profezia di Berchan sostiene che è morto nella casa dell'apostolo santo dove morì già suo padre, cioè nel monastero di San Andra. Fu sepolto a Iona.